# Love for Sale (dal)
A Love for Sale Cole Porter dala, mely először Kathryn Crawford előadásában vált ismertté az 1930 december 8-án debütált The New Yorkers című musicalben. A dal egy prostituált szemszögéből került megírásra, akinek „eladó a szeretete”.

## Feldolgozások
- Billie Holiday 1952-ben dolgozta fel a dalt.
- Ella Fitzgerald 1956-ban az Ella Fitzgerald Sings the Cole Porter Song Book című albumára dolgozta fel.
- Tony Bennett 1957-ben a The Beat of My Heart című lemezén adta ki változatát.
- Miles Davis 1958-ban mutatta be feldolgozását a dalból, mely az 1958 Miles című albumán kapott helyet, majd később bónusz számként felkerült a Kind of Blue 2008-as újrakiadására is.
- A Boney M. diszkó stílusú verziója az 1977-es Love for Sale című lemezükön kapott helyet.
- Astrud Gilberto szintén 1977-ben a That Girl from Ipanema című albumán dolgozta fel.[3]
- Elvis Costello 1981-ben a Trust című nagylemezén jelentette meg feldolgozását.
- Jacky Terrasson 1998-ban az Alive című élőzenei albumán mutatta be változatát.
- Seal 2017-ben a Standards albumának alkalmából dolgozta fel a dalt.

## Tony Bennett és Lady Gaga változata

### Háttér és fogadtatás
Tony Bennett és Lady Gaga 2014-ben mutatták be Cheek to Cheek címmel első közös dzsesszalbumukat. Nem sokkal a lemez megjelenése után Bennett megkereste Gagát, hogy szeretne-e egy újabb albumot készíteni vele, ezúttal csak Cole Porter dalokból. Elfogadva a felkérést, el is készítették Love for Sale címmel második közös nagylemezüket. A felvett dalok közül szerették volna kiválasztani az egyiket a kiadvány címéül, és végül a Love for Sale mellett döntöttek, mely Bennett kedvence volt. A Love for Sale-t választották később az album második kislemezének is, mely 2021. szeptember 17-én jelent meg digitális formában. Feldolgozásuk egy régimódi duett, mely során zenekari kísérettel egymást váltva éneklik el a sorokat. A dal azzal kezdődik, hogy Bennett lágyan, egyedül énekel, majd a zenekar becsatlakozik hozzá a refrénnél. Gaga az utcalány szerepében ezt követően csatlakozik hozzá a „Who will buy?” szöveggel.
Justin Curto a Vulture-től úgy vélte, hogy Bennett és Gaga gyümölcsöző kollaboratív kapcsolatát rendkívül jól bemutatják ebben az „érzéki sztenderben”. Az NME munkatársa, El Hunt azt gondolta, hogy habár Bennett hangja érdesebb és rekedtesebb lett idős kora miatt, ez a nyers stílus jól áll a felvételnek. Derrick Rossignol az Uproxx-tól azt írta, hogy a dal „megmutatja, hogy Bennett még 95 évesen sem veszített hangjából, Gaga pedig tökéletes társa a legendának”. Ross Horton a The Line of Best Fit-től azon a véleményen volt, hogy a Love for Sale az album első két dalával, az It’s De-Lovely-val és a Night and Day-jel együtt megmutatja, hogy mennyire összeillik kettejük hangja. A Consequence kritikusa, Mary Siroky szerint a páros „frissítő és őszinte energiával itatja át a címadó számot”. Eric Handerson a Slant Magazine-től kritikusan fogalmazott a változatukkal kapcsolatban, melyet „egy szexmunkás szemszögéből énekeltek, így szó szerint semmi értelme nincs duettként”.

### Videóklip és népszerűsítés

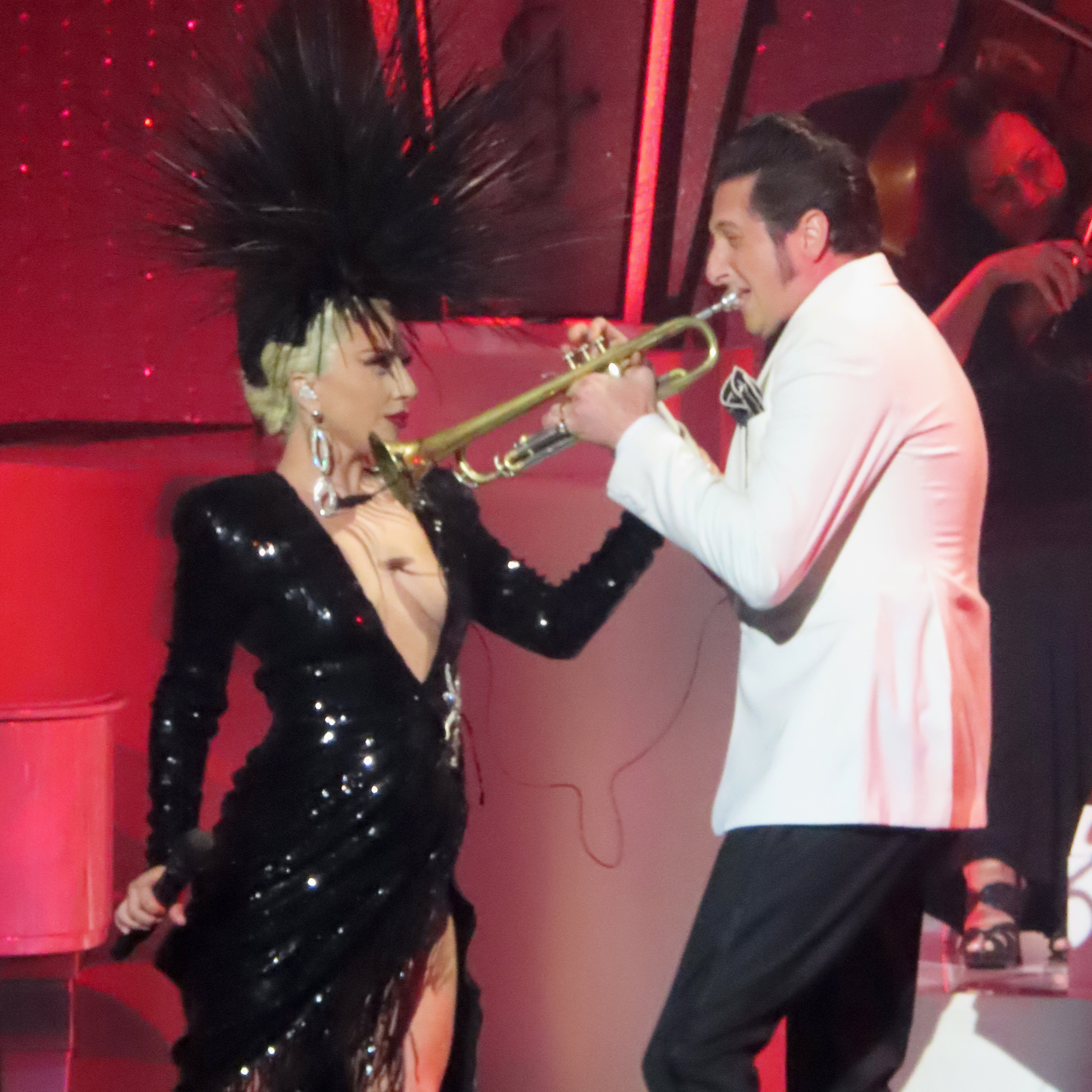
Lady Gaga szólóban énekli a Love for Sale-t a Jazz & Piano című Las Vegas-i rezidencia-koncertsorozatán, Brian Newman trombitás közreműködésével

A dalhoz készült videóklipet 2021. szeptember 18-án az MTV-n mutatták be. A videó azzal kezdődik, hogy Gaga boldogan azt mondja, hogy „Tony B-vel éneklek”, majd látható, hogy feléneklik a dalt a stúdióban, miközben Gaga folyamatosan táncol a munkálatok során. Több olyan képsort is bevágnak, ahogy Bennett és Gaga együtt nevetnek, időnként pedig a zenekar tagjairól is mutatnak közeli felvételeket. A klip végén Gaga arról beszél, hogy milyen jól sikerült a dal vége, majd megölelik egymást. Az Entertainment Weekly-től Joey Nolfi a videóklipet „könnyfakasztónak” nevezte, mely „kiemeli az egymás iránt érzett mély tiszteletüket, ahogy szeretetteljesen egymás szemébe néznek a dal eléneklése közben”. Cillea Houghton az ABC News-tól megjegyezte, hogy „Gaga a stúdiós munkálatokat inkább egy előadásként kezeli, minthogy egyszerűen csak beleénekelne a mikrofonba, folyamatosan táncol Tony mellett ahogy énekelnek.” Justin Curto a Vulture-től azt írta, hogy a videóban Bennett és Gaga „bemutatják, hogy milyen kapocs alakult ki köztük”, melyet „nem lehet egy nap alatt kialakítani a stúdióban. Bármit is árulnak, mi megvesszük.”
2021. július 2-án Bennett és Gaga egyéb dalok mellett a Love for Sale-t is előadták egy kisebb közönség előtt egy stúdióban New York City-ben az MTV Unplugged című műsor keretében. Az MTV 2021. december 16-án mutatta be a koncertet, a Love for Sale előadását pedig egy héttel korábban egy külön YouTube videóban is elérhetővé tették. 2021. augusztus 3-án és 5-én a Radio City Music Hallban léptek fel, mely a One Last Time: an Evening with Tony Bennett and Lady Gaga címet kapta, és a Love for Sale is az előadott duettek között volt. A koncertről készült felvételt 2021. november 28-án a CBS-en és a Paramount+-on mutatták be. 2021. szeptember 30-án Gaga előadta a Love for Sale-t a Westfield kereskedelmi üzletlánc közreműködésével készült koncertjében, melyet az interneten keresztül lehetett élőben megtekinteni. Az énekesnő ekkor Bennett nélkül adta elő a dalt, aki néhány héttel előtte volt kénytelen visszavonulni a koncertezéstől az orvosok tanácsára. 2021. október 14-én a dal felkerült az énekesnő Lady Gaga Enigma + Jazz & Piano elnevezésű Las Vegas-i rezidencia koncertsorozatának számlistájára. A szám előadása előtt Gaga elmondta: „Las Vegasban minden prostituált énekli ezt a dalt, és ha még nem voltál prostituálttal korábban, akkor így hangzik… Én csak egy jól megfizetett énekes prostituált vagyok.”

## Fordítás
- Ez a szócikk részben vagy egészben  a   Love for Sale (song) című angol Wikipédia-szócikk fordításán alapul.  Az eredeti cikk szerkesztőit annak laptörténete sorolja fel. Ez a jelzés csupán a megfogalmazás eredetét és a szerzői jogokat jelzi, nem szolgál a cikkben szereplő információk forrásmegjelöléseként.